# ماده تاریک داغ
مادهٔ تاریک داغ (HDM) شکلی از مادهٔ تاریک، متشکل از ذراتی تشکیل شده با سرعت‌های فرانسبیتی است.
مادهٔ تاریک ماده‌ای است که با تابش الکترومغناطیس، برهم‌کنشی ندارد و به همین دلیل تاریک است. دلیل ادعای وجود داشتن آن برای توضیح چگونگی شکل‌گیری خوشه‌ها و ابرخوشه‌ها پس از مه‌بانگ است. داده‌های به‌دست‌آمده از منحنی‌های چرخش کهکشان‌ها نشان می‌دهند که نزدیک به ۹۰٪ جرم یک کهکشان قابل دیدن نیست و تنها می‌توان از طریق آثار گرانشی‌اش آن را ردیابی نمود.
مادهٔ تاریک داغ نمی‌تواند توضیح دهد که چرا کهکشان‌های منفرد پس از مه‌بانگ شکل گرفته‌اند. برای توضیح ساختارها در مقیاس کوچک در گیتی به مادهٔ تاریک سرد یا مادهٔ تاریک گرم نیاز است.

## نقش در شکل‌گیری کهکشان‌ها

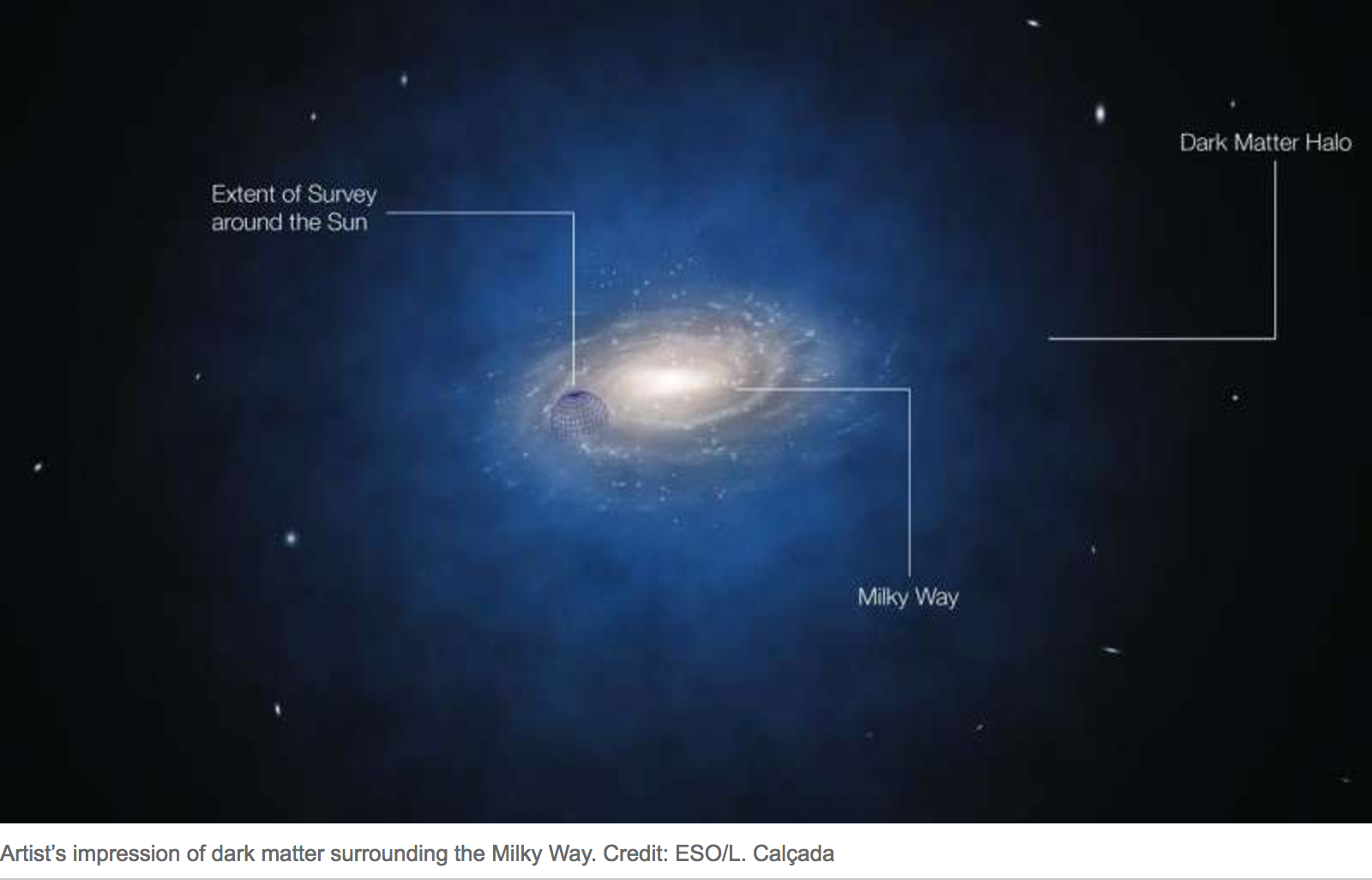
برداشتی از ماده تاریک که کهکشان راه شیری را فراگرفته‌است. اعتبار: ایزو / ال‌کالیمادا

نظریه‌پردازان می‌گویند که دو گونه از ماده تاریک وجود دارد:
۱) آنهایی که در اطراف اعضای مجزای یک خوشه از کهکشان های مرئی جمع می‌شوند.
۲) آنهایی که خوشه ها را به عنوان یک کل دربرمی‌گیرند.
از آنجایی که ماده تاریک سرد سرعت کمتری دارد، می‌تواند منبع «توده‌های کوچک‌تر به اندازه کهکشان» باشد.(چونان که در تصویر آمده).  بنابراین، ماده تاریک داغ باید با تشکیل توده‌های جرم بزرگ‌تری که کل خوشه‌های کهکشانی را احاطه کرده‌اند، مطابقت داشته‌باشد. با این حال، داده‌های تابش پس‌زمینه مایکروویو کیهانی، همانطور که توسط ماهواره COBE اندازه‌گیری شدند، بسیار یکنواخت اند، و این ذرات ماده تاریک داغ با سرعت بالا، نمی‌توانند توده‌هایی به کوچکی کهکشان‌هایی تشکیل دهند که در آغاز، حالتی همواره دارند. این یک اختلاف بین نظریه و داده‌های واقعی است. از لحاظ نظری، برای توضیح ساختارهای نسبتاً کوچک در جهان قابل مشاهده، به ماده تاریک سرد یا WDM را استناد می‌کنیم. به عبارت دیگر، ماده تاریک داغ به عنوان تنها ماده در توضیح شکل‌گیری کهکشان‌های کیهانی دیگر دیگر تبیین خوبی نیست و ماده تاریک داغ را زیر چتر بزرگ‌تر نظریه ماده تاریک مختلط (MDM) قرار می‌دهد.

## نوترینوها
نمونه‌ای از ذرات ماده‌ی تاریک داغ را نوترینو می‌نامند.  نوترینوها دارای جرم بسیار کمی هستند و در دو نیروی اساسی از چهار نیروی اساسی یعنی برهمکنش الکترومغناطیسی و برهمکنش قوی شرکت نمی‌کنند. آنها توسط اندک‌کنش ضعیف و گرانش برهم کنش دارند، اما به دلیل قدرت ضعیف این نیروها، تشخیص آنها دشوار است. هم‌اکنون تعدادی از پروژه‌ها، مانند رصدخانه نوترینویی سوپرکامیوکانده ، در گیفوی ژاپن در حال مطالعه‌ی این نوترینوها هستند.